# Voisins-le-Bretonneux
Voisins-le-Bretonneux är en kommun i departementet Yvelines i regionen Île-de-France i norra Frankrike. Kommunen ligger i kantonen Chevreuse som tillhör arrondissementet Rambouillet. År 2022 hade Voisins-le-Bretonneux 10 740 invånare.

## Befolkningsutveckling
Antalet invånare i kommunen Voisins-le-Bretonneux
| Referens: INSEE |